# مومو در دوبی
مومو در دوبی (انگلیسی: Momo In Dubai) فیلم هندی مالایالم_زبان، تولید سال ۲۰۲۳ است که کارگردان آن امین اسلم می‌باشد. در این فیلم، نقش محوری را آتری بایجو راج بر عهده دارد و نقش‌های مکمل را آنو سیتارا، جانی آنتونی و آنیش جی. منون بازی می‌کنند. فیلم در روز ۳ فوریه ۲۰۲۳ به اکران درآمد.